# Desastres em 1980
Nesta página encontrará referências aos desastres ocorridos durante o ano de 1980.

## Janeiro
- 1 de janeiro - O Sismo da ilha Terceira teve magnitude de 7,2 na escala de Richter e intensidade IX na escala de Mercalli. Este sismo na ilha Terceira causou a destruição de 80% dos edifícios na cidade de Angra do Heroísmo,  atingindo também as ilhas próximas de São Jorge e Graciosa (Açores).[1]
- 1 de Janeiro – Um terramoto causa grandes estragos na Fajã dos Cubres, ilha de São Jorge.
- 1 de Janeiro - A Vila do Topo, ilha de São Jorge, é duramente atingida por um terramoto.

## Maio
18 de Maio - O Monte Santa Helena entra em erupção, ás 08h30mn matando 57 pessoas.

## Dezembro
- 4 de Dezembro, Acidente de Camarate, em que morrem Francisco Sá Carneiro e Adelino Amaro da Costa